# کلاژن نوع ۳، آلفا ۱
کلاژن نوع ۳، آلفا ۱ (انگلیسی: Collagen, type III, alpha 1) یک پروتئین است که در انسان توسط ژن «COL3A1» کُد می‌شود. این ژن بر روی کروموزوم ۲ قرار دارد.
کلاژن نوع ۳، نوعی پروتئین‌های ساختاری است که در استخوان، غضروف، عاج دندان، زردپی، استرومایِ مغز استخوان و سایر بافت‌های همبند وجود دارد و در اثر جوشیدن، ایجادِ ژلاتین می‌کند.
جهش در این ژن COL3A1، موجب بروز نوع سوم و چهارمِ نشانگان اهلرز-دنلوس با عارضهٔ آنوریسم آئورت می‌گردد.

## بیشتر بخوانید
- Kuivaniemi H, Tromp G, Prockop DJ (1991). "Genetic causes of aortic aneurysms. Unlearning at least part of what the textbooks say". J. Clin. Invest. 88 (5): 1441–4. doi:10.1172/JCI115452. PMC 295644. PMID 1939638.
- Kuivaniemi H, Tromp G, Prockop DJ (1997). "Mutations in fibrillar collagens (types I, II, III, and XI), fibril-associated collagen (type IX), and network-forming collagen (type X) cause a spectrum of diseases of bone, cartilage, and blood vessels". Hum. Mutat. 9 (4): 300–15. doi:10.1002/(SICI)1098-1004(1997)9:4<300::AID-HUMU2>3.0.CO;2-9. PMID 9101290.